# أشباه البقيات الأرضية القافزة
أشباه البقيات الأرضية القافزة (الاسم العلمي: Dipsocoromorpha)، هي دون رتبة من نصفيات الأجنحة (البق الحقيقي).
تحتوي على ما يقرب من 300 نوع، في فصيلة واحدة، بقيات أرضية قافزة. تعيش حشرات هذه المجموعة على الأرض وفي فضلات الأوراق، على الرغم من أنها يمكن أن توجد أيضًا في غابات الأيكة ومناطق الغطاء النباتي المنخفض والمناطق الخلالية من الجداول.